# Aulonocara hansbaenschi
Aulonocara hansbaenschi е вид бодлоперка от семейство Цихлиди (Cichlidae). Видът е уязвим и сериозно застрашен от изчезване.

## Разпространение
Разпространен е в Малави и Мозамбик.

## Описание
На дължина достигат до 8,4 cm.